# Олинт (митологија)
Олинт (грч. Όλυνθος) је у грчкој митологији био епонимни херој античког града Олинта. 

## Митологија
По њему су и град и река покрај халкидског града Аполоније добили назив. Био је син Херакла и нимфе Болбе. Неки извори га наводе као сина речног бога Стримона. Погинуо је приликом лова на лава.